# Петро з Верони
Петро з Верони (лат. Petrus Martyr, Петро Мученик; 29 липня 1206 — 6 квітня 1252) — католицький монах, домініканський проповідник, інквізитор Ломбардії. Святий католицької церкви.
Народився у Вероні, батьки Петра були прихильниками катарів. Закінчив Болонський університет, чернечий постриг прийняв від святого Домініка. Петро був ревним католиком, боровся з єресями, що забезпечило йому стрімку кар'єру:
- В 1232 році він став папським послом в Мілані;
- В 1240 році — пріором в Асті;
- В 1241 році — пріором в П'яченца;
- В 1251 році — папським послом в Кремоні і в тому ж році пріором в Комо і папським інквізитором в Комо і в Мілані.

6 квітня 1252 року Петро був убитий в лісі під Барлассіно по дорозі з Комо в Мілан. 9 березня 1253 року папа Іннокентій IV канонізував Петра.

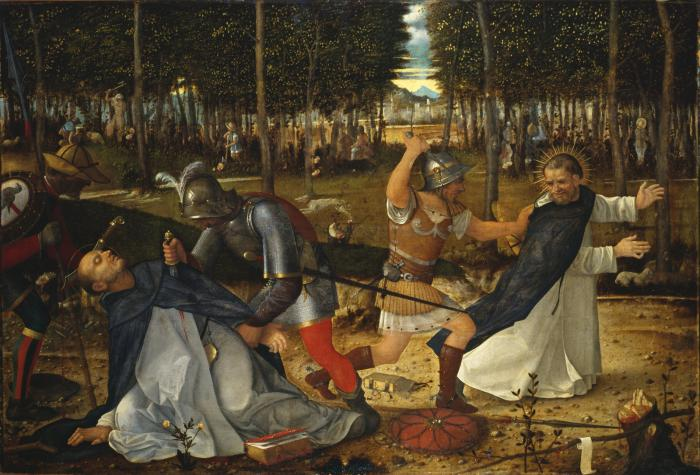
Джованні Белліні, Вбивство святого Петра.

## У мистецтві
- Картина Джованні Белліні «Вбивство святого Петра», 1509